# Mũ bóng chày

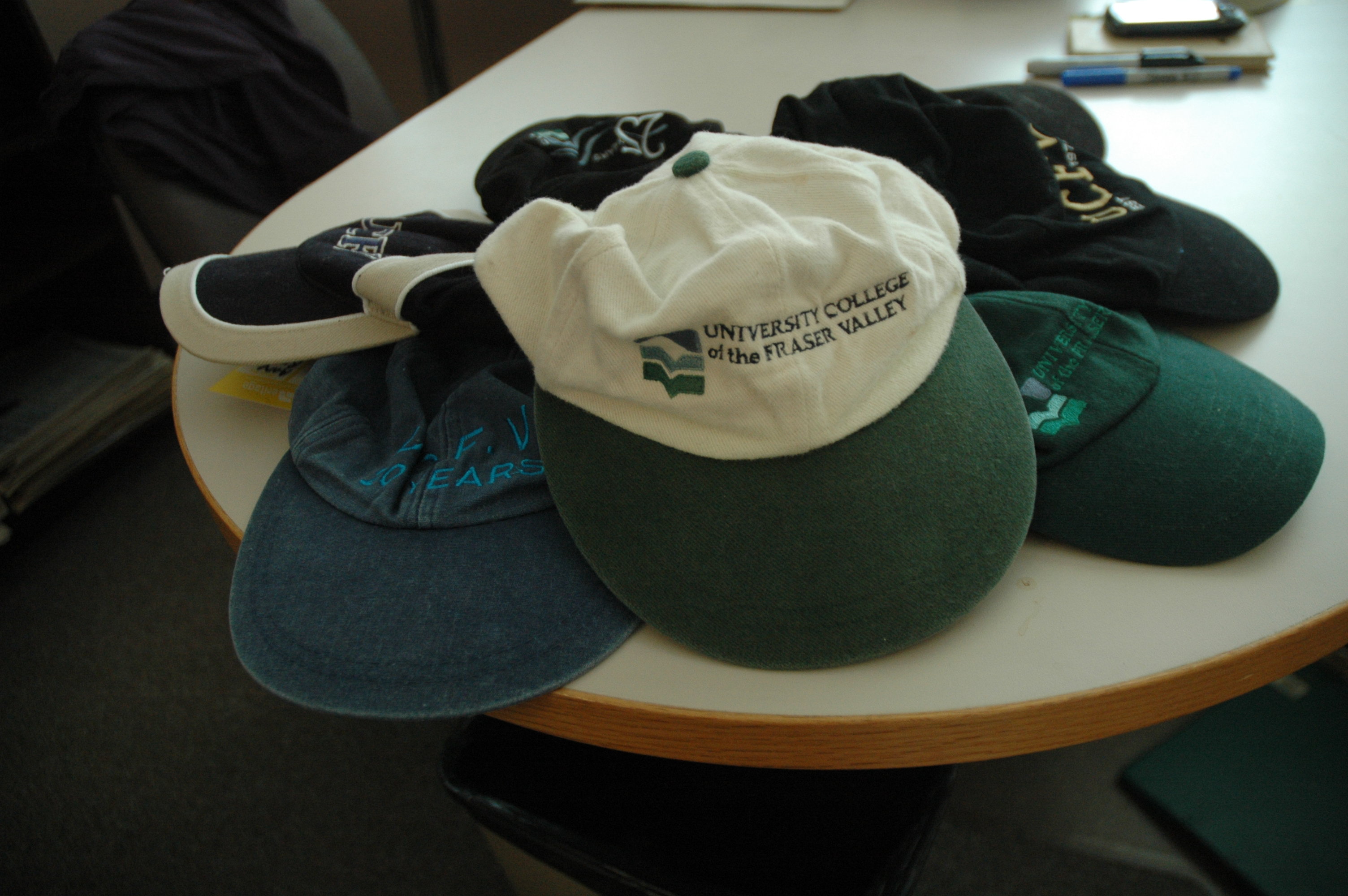
Một bộ sưu tập mũ bóng chày nhỏ.

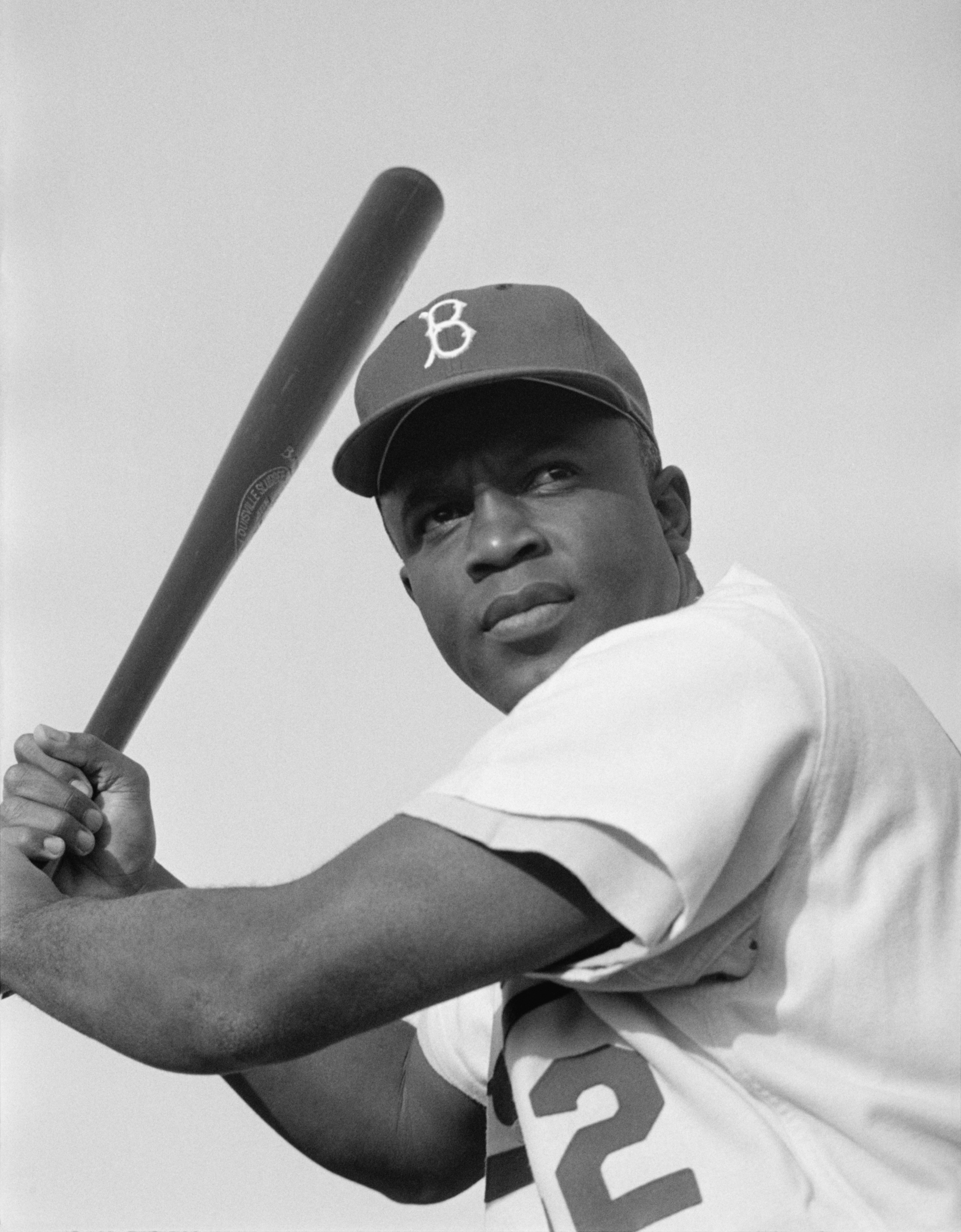
Jackie Robinson đang đeo một chiếc mũ bóng chày.

Mũ bóng chày là một loại mũ mềm với phần che nắng phía trước được thiết kế như một mặt phẳng thay vì hơi cong như mũ lưỡi trai và hơi tròn, phía sau nón có khóa bằng nhựa để điều chỉnh độ rộng cũng như kích thước. Phần kích thước của mũ snapback được chia thành 2 nhóm đó là "kích thước cố định" và "kích thước điều chỉnh". Những chiếc nón "kích thước cố định" thường chỉ vừa với đường tròn từ 55,88 cm tới 59,69 cm còn "kích thước điều chỉnh" có khóa điều chỉnh kích cỡ ở phía sau.
Khởi điểm từ năm 1950, bóng chày mở rộng phạm vi của nó. Ban đầu chỉ có ở phía Đông nước Mỹ và phát triển ra phía Tây và rồi từ mũ bóng chày đã được biến tấu thành những chiếc mũ snapback mang nhiều màu sắc, phong cách đa dạng.
Xu hướng Snapback bắt đầu vào những năm 1990 ở Mỹ, các khu đô thị như New York với tiêu biểu là đội bóng chày New York Yankees và thành phố Los Angeles là những nơi khơi dậy phong trào snapback đầu tiên ở nước Mỹ. Một trong những điều đáng chú ý nhất của Snapback chính là phần phía trước mũ thường thêu logo tên của các đội thể thao (bóng chày, bóng rổ, bóng bầu dục...), chúng được thiết kế để mọi ngươi có thể thể hiện cho người khác biết đến tình yêu thể thao của người Mỹ. Với ý nghĩa của một chiếc mũ snapback mang lại là thể hiện sự tự hào, lòng đam mê và tình yêu dành cho bóng chày luôn muốn đội bóng yêu thích của bạn dành được chiến thắng. Bởi tính chất như vậy, chúng đã phát triển thành xu hướng trong thế giới của trang phục thể thao. Hiện nãy nón snapback còn được gọi là nón hip hop.

## Một số mẫu nón được biến tấu từ mũ Snapback
- Strapback: Phần khoá thường được thiết kế với da hoặc vải, gồm một hàng lỗ hoặc trơn, điều chỉnh như dây thắt lưng.
- Fitted: Phía sau nón không có khoá điều chỉnh. Một nón thường được thiết kế với một kích thước nhất định.
- Trucker: Là nón có phần thiết kế phía sau dạng lưới.